# 로마 집정관 연대표
로마 공화정 집정관을 정리해 놓은 문서이다. 단, 보좌집정관이나 독재관은 기록하지 않았다.

## 로마 공화정의 집정관(기원전 509년 ~ 기원전 27년)
1. 루키우스 유니우스 브루투스 / 루키우스 타르퀴니우스 콜라티누스(기원전 509년)
2. 푸블리우스 발레리우스 포플리콜라 / 마르쿠스 호라티우스 풀빌루스(기원전 508년)
3. 푸블리우스 발레리우스 포플리콜라 / 티투스 루크레티우스 트키피티누스(기원전 507년)
4. 스푸리우스 라르티우스 루푸스 / 티투스 헤르미니우스 아퀼리누스(기원전 506년)
5. 마르쿠스 발레리우스 볼루수스 / 푸블리우스 포스투미우스 투베르투스(기원전 505년)
6. 푸블리우스 발레리우스 포플리콜라 / 티투스 루크레티우스 트리키피티누스(기원전 504년)
7. 아그리파 메네니우스 라나투스 / 푸블리우스 포스투미우스 투베르투스(기원전 503년)
8. 오피테르 베르기니우스 트리코스투스 / 스푸리우스 카시우스 비켈리누스(기원전 502년)
9. 포스투무스 코미니우스 아우룬쿠스 / 티투스 라르티우스 루푸스(기원전 501년)
10. 세르비우스 술피키우스 카메리누스 코르누투스 / 마니우스 툴리우스 론구스(기원전 500년)
11. 티투스 아이부티우스 엘바 / 가이우스 베투리우스 게미누스 키쿠리누스(기원전 499년)
12. 퀸투스 클로엘리우스 시쿨루스 / 티투스 라르티우스 루푸스(기원전 498년)
13. 아우루스 셈프로니우스 아트라티누스 / 마르쿠스 미누키우스 아우구리누스(기원전 497년)
14. 아우루스 포스투미우스 알부스 레길렌시스 / 티투스 베르기니우스 트리코스투스 카이리오몬타누스(기원전 496년)
15. 아피우스 클라우디우스 사비누스 레길렌시스 / 푸블리우스 세르빌리우스 프리스쿠스 스트룩투스(기원전 495년)
16. 아우루스 베르기니우스 트리코스투스 카이리오몬타누스 / 티투스 베투리우스 게미누스 키쿠리누스(기원전 494년)
17. 포스투무스 코미니누스 아우룬쿠스 / 스푸리우스 카시우스 비켈리누스(기원전 493년)
18. 티투스 게가니우스 마케리누스 / 푸블리우스 미누키우스 아우구리누스(기원전 492년)
19. 마르쿠스 미누키우스 아우구리누스 / 아우루스 셈프로니우스 아트라티누스(기원전 491년)
20. 퀸투스 술피키우스 카메리누스 코르누투스 / 스푸리우스 라르티우스 루푸스(기원전 490년)
21. 가이우스 율리우스 룰루스 / 푸블리우스 피나리우스 마메르키누스 루푸스(기원전 489년)
22. 스푸리우스 나우티우스 루틸루스 / 섹스투스 푸리우스 메둘리누스 투스쿠스(기원전 488년)
23. 티투스 시키니우스 사비누스 / 가이우스 아퀼리우스 투스쿠스(기원전 487년)
24. 스푸리우스 카시우스 비켈리누스 / 프로쿨루스 베르기니우스 트리코스투스 루틸루스(기원전 486년)
25. 퀸투스 파비우스 비불라누스 / 세르비우스 코르넬리우스 말루기넨시스(기원전 485년)
26. 루키우스 아이밀리우스 마메르쿠스 / 카이소 파비우스 비불라누스(기원전 484년)
27. 마르쿠스 파비우스 비불라누스 / 루키우스 발레리우스 포티투스(기원전 483년)
28. 퀸투스 파비우스 비불라누스 / 가이우스 율리우스 룰루스(기원전 482년)
29. 카이소 파비우스 비불라누스 / 스푸리우스 푸리우스 메둘리누스 푸수스(기원전 481년)
30. 마르쿠스 파비우스 비불라누스 / 그나이우스 만리우스 킨키나투스(기원전 480년)
31. 카이소 파비우스 비불라누스 / 티투스 베르기니우스 트리코스투스 루틸루스(기원전 479년)
32. 루키우스 아이밀리우스 마메르쿠스 / 가이우스 세르빌리우스 스트룩투스 아하라(기원전 478년)
33. 가이우스 호라티우스 풀빌루스 / 티투스 메네니우스 라나투스(기원전 477년)
34. 아우루스 베르기니우스 트리코스투스 루틸루스 / 스푸리우스 세르빌리우스 스트룩투스(기원전 476년)
35. 푸블리우스 발레리우스 포플리콜라 / 가이우스 나우티우스 루틸루스(기원전 475년)
36. 루키우스 푸리우스 메둘리누스 푸수스 / 그나이우스 만리우스 불소(기원전 474년)
37. 루키우스 아이밀리우스 마메르쿠스 / 보피스쿠스 율리우스 룰루스(기원전 473년)
38. 루키우스 피나리우스 마메르키누스 루푸스 / 푸블리우스 푸리우스 메둘리누스 푸수스(기원전 472년)
39. 아피우스 클라우디우스 사비우스 레길렌시스 / 티투스 퀸크티우스 카피토리누스 바르바투스(기원전 471년)
40. 루키우스 발레리우스 포티투스 / 티베리우스 아이밀리우스 마메르쿠스(기원전 470년)
41. 티투스 누미키우스 프리스쿠스 / 아우루스 베르기니우스 카이리오몬타누스(기원전 469년)
42. 티투스 퀸크티우스 카피토리누스 바르바투스 / 퀸투스 세르빌리우스 스트룩투스 프리스쿠스(기원전 468년)
43. 티베리우스 아이밀리우스 마메르쿠스 / 퀸투스 파비우스 비불라누스(기원전 467년)
44. 스푸리우스 포스투미우스 알비누스 레길렌시스 / 퀸투스 세르빌리우스 스트룩투스 프리스쿠스 스트룩투스(기원전 466년)
45. 퀸투스 파비우스 비불라누스 / 티투스 퀸크티우스 카피토리누스 바르바투스(기원전 465년)
46. 아우루스 포스투미우스 알비누스 레길렌시스 / 스푸리우스 푸리우스 메둘리누스 푸수스(기원전 464년)
47. 푸블리우스 세르빌리우스 프리스쿠스 / 루키우스 아이부티우스 엘바(기원전 463년)
48. 루키우스 루크레티우스 트리키피티누스 / 티투스 베투리우스 게미누스 키쿠리누스(기원전 462년)
49. 푸블리우스 보룸니우스 아민티누스 갈루스 / 세르비우스 술피키우스 카메리누스 코르누투스(기원전 461년)
50. 푸블리우스 발레리우스 포플리콜라 / 가이우스 클라우디우스 인레길렌시스(기원전 460년)
51. 퀸투스 파비우스 비불라누스 / 루키우스 코르넬리우스 말루기넨시스 우리티누스(기원전 459년)
52. 가이우스 나우티우스 루틸루스 / 루키우스 미누키우스 이스퀼리누스 아우구리누스(기원전 458년)
53. 가이우스 호라티우스 풀빌루스 / 퀸투스 미누키우스 이스퀼리누스(기원전 457년)
54. 마르쿠스 발레리우스 막시무스 락투카 / 스푸리우스 베르기니우스 트리코스투스 카이리오몬타누스(기원전 456년)
55. 티투스 로밀리우스 로쿠스 바티카누스 / 가이우스 베투리우스 키쿠리누스(기원전 455년)
56. 스푸리우스 타르페이우스 몬타누스 카피토리누스 / 아우루스 아테르니우스 바루스 폰티나일스(기원전 454년)
57. 섹스투스 퀸크틸리우스 바루스 / 푸블리우스 쿠리아티우스 피스투스 트리게미누스(기원전 453년)
58. 푸블리우스 세스티우스 카피토리누스 바티카누스 / 티투스 메네니우스 라나투스(기원전 452년)
59. 아피우스 클라우디우스 크라수스 사비누스 레길렌시스 / 티투스 게누키우스 아우구리누스(기원전 451년)
59. 아피우스 클라우디우스 크라수스 사비누스 레길렌시스 / 아피우스 만리우스 불소 / 티투스 게누키우스 아우구리누스 / 세르비우스 술피키우스 카메리누스 코르누투스 / 베투리우스 게미누스 키쿠리누스 / 푸블리우스 쿠리아티우스 피스투스 트리게미누스 / 푸블리우스 세스티우스 커피토리누스 바티카누스 / 티투스 로밀리우스 로쿠스 바티카누스 / 가이우스 율리우스 룰루스 / 스푸리우스 포스트미우스 알부스 레길렌시스(기원전 451년)
60. 아피우스 클라우디우스 크라수스 사비누스 레길렌시스 / 퀸투스 포에텔리우스 리보 비소루스 / 마르쿠스 코르넬리우스 말루기넨시스 / 티투스 안토니우스 메렌다 / 루키우스 세르기우스 이스퀼리누스 / 카이소 둘리우스 / 루키우스 미누키우스 이스퀼리누스 아우구리누스 / 스푸리우스 오피우스 코르니켄 / 퀸투스 파비우스 비불라누스 / 마니우스 라불레이우스(기원전 450년)
61. 아피우스 클라우디우스 크라수스 사비누스 레길렌시스 / 퀸투스 포에텔리우스 리보 비소루스 / 마르쿠스 코르넬리우스 말루기넨시스 / 티투스 안토니우스 메렌다 / 루키우스 세르기우스 이스퀼리누스 아우구리누스 / 스푸리우스 오피우스 코르니켄 / 퀸투스 파비우스 비불라누스 / 마니우스 라불레이우스(기원전 449년)
61. 루키우스 발레리우스 포티투스 / 마르쿠스 호라티우스 투리누스(기원전 449년)
62. 라르스 헤르미니우스 아퀼리누스 / 티투스 베르기니우스 트리코스투스 카이리오몬타누스(기원전 448년)
63. 마르쿠스 게가니우스 마케리누스 / 가이우스 율리우스 룰루스(기원전 447년)
64. 티투스 퀸크티우스 카피토리누스 바르바투스 / 아그리파 푸리우스 푸수스(기원전 446년)
65. 마르쿠스 게누키우스 아우구리누스 / 가이우스 쿠르티우스 필로(기원전 445년)
66. 아우루스 셈프로니우스 아트라티누스 / 티투스 클로엘리우스 시쿨루스 / 루키우스 아틸리우스 루스쿠스(기원전 444년)
67. 마르쿠스 게가니우스 마케리누스 / 티투스 퀸크티우스 카피토리누스 바르바투스(기원전 443년)
68. 마르쿠스 파비우스 비불라누스 / 포스투무스 아이부티우스 엘바 코르니켄(기원전 442년)
69. 가이우스 푸리우스 파키루스 푸수스 / 마르쿠스 파피리우스 크라수스(기원전 441년)
70. 프로쿨루스 게가니우스 마케리누스 / 메네니우스 라나투스(기원전 440년)
71. 티투스 퀸크티우스 카피토리누스 바르바투스 / 아그리파 메네니우스 라나투스(기원전 439년)
72. 마메르쿠스 아이밀리우스 마케리누스 / 루키우스 율리우스 룰루스 / 루키우스 퀸크티우스 킨키나투스(기원전 438년)
73. 마르쿠스 게가니우스 마케리누스 / 루키우스 세르기우스 피데나스(기원전 437년)
74. 루키우스 파피리우스 크라수스 / 마르쿠스 코르넬리우스 말루기넨시스(기원전 436년)
75. 가이우스 율리우스 룰루스 / 루키우스 베르기니우스 트리코스투스(기원전 435년)
76. 가이우스 율리우스 룰루스 / 루키우스 베르기니우스 트리코스투스(기원전 434년)
77. 마르쿠스 파비우스 비불라누스 / 루키우스 세르기우스 피데나스 / 마르쿠스 폴리우스 프라키나토르(기원전 433년)
78. 루키우스 피나리우스 마메르쿠스 / 스푸리우스 포스투미우스 알부스 레길렌시스 / 루키우스 푸리우스 메둘리누스(기원전 432년)
79. 티투스 퀸크티우스 포에누스 킨키타누스 / 가이우스 율리우스 멘토(기원전 431년)
80. 루키우스 파피리우스 크라수스 / 루키우스 율리우스 룰루스(기원전 430년)
81. 호스투스 루크레티우스 트리키피티누스 / 루키우스 세르기우스 피데나스(기원전 429년)
82. 아우루스 코르넬리우스 코수스 / 티투스 퀸크티우스 포에누스 킨키나투스(기원전 428년)
83. 가이우스 세르빌리우스 스트룩투스 아하라 / 루키우스 파피리우스 무길라누스(기원전 427년)
84. 티투스 퀸크티우스 포에누스 킨키나투스 / 마르쿠스 포스투미우스 알비누스 레길렌시스 / 가이우스 푸리우스 파키루스 푸수스 / 아우루스 코르넬리우스 코수스(기원전 426년)
85. 아우루스 셈프로니우스 아트라티누스 / 루키우스 푸리우스 메둘리누스 / 루키우스 퀸크티우스 킨키나투스 / 루키우스 호라티우스 바르바투스(기원전 425년)
86. 아피우스 클라우디우스 크라수스 / 루키우스 세르기우스 피데나스 / 스푸리우스 나우티우스 루틸루스 / 섹스투스 율리우스 룰루스(기원전 424년)
87. 가이우스 셈프로니우스 아트라티누스 / 퀸투스 파비우스 비불라누스(기원전 423년)
88. 퀸투스 만리우스 카피토리누스 / 루키우스 파피리우스 무길라누스 / 퀸투스 안토니우스 메렌다(기원전 422년)
89. 티투스 퀸크티우스 카피토리누스 바르바투스 / 그나이우스 파비우스 비불라누스(기원전 421년)
90. 퀸크티우스 킨키나투스 / 마르쿠스 만리우스 불소 / 루키우스 푸리우스 메둘리누스 / 아우루스 셈프로니우스 아트라티누스(기원전 420년)
91. 아그리파 메네니우스 라나투스 / 스푸리우스 나우티우스 루틸루스 / 푸블리우스 루크레티우스 트리키피티누스 / 가이우스 세르빌리우스 악실라(기원전 419년)
92. 루키우스 세르기우스 피데나스 / 가이우스 세르빌리우스 악실라 / 마르쿠스 파피리우스 무길라누스(기원전 418년)
93. 푸블리우스 루크레티우스 트리키피티누스 / 아그리파 메네니우스 라나투스 / 스푸리우스 베투리우스 크라수스 / 가이우스 세르빌리우스 악실라(기원전 417년)
94. 아우루스 셈프로니우스 아트라티누스 / 퀸투스 파비우스 비불라누스 / 마르쿠스 파피리우스 무길라누스 / 스푸리우스 나우티우스 루틸루스(기원전 416년)
95. 푸블리우스 코르넬리우스 코수스 / 누메리우스 파비우스 비불라누스 / 가이우스 발레리우스 포티투스 볼루수스 / 퀸투스 퀸크티우스 킨키나투스(기원전 415년)
96. 그나이우스 코르넬리우스 코수스 / 퀸투스 파비우스 비불라누스 / 루키우스 발레리우스 포티투스 / 푸블리우스 포스투미우스 알비누스 레길렌시스(기원전 414년)
97. 루키우스 푸리우스 메둘리누스 / 아우루스 코르넬리우스 코수스(기원전 413년)
98. 퀸투스 파비우스 비불라누스 암부스투스 / 가이우스 푸리우스 파키루스(기원전 412년)
99. 마르쿠스 파피리우스 아트라티누스 / 스푸리우스 나우티우스 루틸루스(기원전 411년)
100. 마니우스 아이밀리우스 마메르키누스 / 가이우스 발레리우스 포티투스 볼루수스(기원전 410년)
101. 그나이우스 코르넬리우스 코수스 / 루키우스 푸리우스 메둘리누스(기원전 409년)
102. 가이우스 율리우스 룰루스 / 가이우스 세르빌리우스 아하라 / 푸블리우스 코르넬리우스 코수스(기원전 408년)
103. 루키우스 푸리우스 메둘리누스 / 누메리우스 파비우스 비불라누스 / 가이우스 발레리우스 포티투스 볼루수스 / 가이우스 세르빌리우스 아하라(기원전 407년)
104. 푸블리우스 코르넬리우스 루틸루스 코수스 / 누메리우스 파비우스 암부스투스 / 그나이우스 코르넬리우스 코수스 / 루키우스 발레리우스 포티투스(기원전 406년)
105. 티투스 퀸크티우스 카피토리누스 바르바투스 / 아우루스 만리우스 불소 카피토리누스 / 퀸투스 퀸크티우스 킨키나투스 / 루키우스 푸리우스 메둘리누스 / 가이우스 율리우스 룰루스 / 마니우스 아이밀리우스 마메르키누스(기원전 405년)
106. 가이우스 발레리우스 포티투스 볼루수스 / 그나이우스 코르넬리우스 코수스 / 마니우스 세르기우스 피데나스 / 카이소 파비우스 암부스투스 / 푸블리우스 코르넬리우스 말루기넨시스 / 스푸리우스 나우티우스 루틸루스(기원전 404년)
107. 마니우스 아이밀리우스 마메르키누스 / 마르쿠스 퀸크티우스 바루스 / 루키우스 발레리우스 포티투스 / 루키우스 율리우스 룰루스 / 아피우스 클라우디우스 크라수스 인레길렌시스 / 마르쿠스 푸리우스 푸수스(기원전 403년)
108. 가이우스 세르빌리우스 아하라 / 퀸투스 술피키우스 카메리누스 코르누투스 / 퀸투스 세르빌리우스 피데나스 / 아우루스 만리우스 불소 카피토리누스 / 루키우스 베르기니우스 트리코스투스 이스퀼리누스 / 마니우스 세르기우스 피데나스(기원전 402년)
109. 루키우스 발레리우스 포티투스 / 그나이우스 코르넬리우스 코수스 / 마르쿠스 푸리우스 카밀루스 / 카이소 파비우스 암부스투스 / 마니우스 아이밀리우스 마메르키누스 / 루키우스 율리우스 룰루스(기원전 401년)
110. 푸블리우스 리키니우스 칼부스 이스퀼리누스 / 푸블리우스 마이리우스 카피토리누스 / 푸블리우스 만리우스 불소 / 스푸리우스 푸리우스 메둘리누스 / 티투스 티티니우스 판사 사쿠스 / 루키우스 푸블리우스 필로 불스쿠스(기원전 400년)
111. 그나이우스 게누키우스 아우구리누스 / 가이우스 둘리우스 론구스 / 루키우스 아틸리우스 프리스쿠스 / 마르쿠스 베투리우스 크라수스 키쿠리누스 / 마르쿠스 폼포니우스 루푸스 / 볼레오 푸빌리우스 필로(기원전 399년)
112. 루키우스 발레리우스 포티투스 / 루키우스 푸리우스 메둘리누스 / 마르쿠스 발레리우스 라크투키누스 막시무스 / 퀸투스 세르빌리우스 피데나스 / 마르쿠스 푸리우스 카밀루스 / 퀸투스 술피키우스 카메리누스 코르누투스(기원전 398년)
113. 루키우스 율리우스 룰루스 / 아우루스 포스투미우스 알비누스 레길렌시스 / 루키우스 푸리우스 메둘리누스 / 푸블리우스 코르넬리우스 말루기넨시스 / 루키우스 세르기우스 피데나스 / 아우루스 만리우스 불소 카피토리누스(기원전 397년)
114. 루키우스 티티니우스 판사 사쿠스 / 퀸투스 만리우스 불소 카피토리누스 / 푸블리우스 리키니우스 칼부스 이스퀼리누스 / 그나이우스 게누키우스 아우구리누스 / 푸블리우스 마이리우스 카피토리누스 / 루키우스 아틸리우스 프리스쿠스(기원전 396년)
115. 푸블리우스 코르넬리우스 코수스 / 루키우스 푸리우스 메둘리누스 / 푸블리우스 코르넬리우스 스키피오 / 퀸투스 세르빌리우스 피데나스 / 카이소 파비우스 암부스투스 / 마르쿠스 발레리우스 라크투키누스 막시무스(기원전 395년)
116. 마르쿠스 푸리우스 카밀루스 / 루키우스 발레리우스 포플리콜라 / 루키우스 푸리우스 메둘리누스 / 스푸리우스 포스투미우스 알비누스 레길렌시스 / 가이우스 아이밀리우스 마메르키누스 / 푸블리우스 코르넬리우스(기원전 394년)
117. 루키우스 발레리우스 포티투스 / 세르비우스 코르넬리우스 말루기넨시스(기원전 393년)
118. 루키우스 발레리우스 포티투스 / 마르쿠스 만리우스 카피토리누스(기원전 392년)
119. 루키우스 루크레티우스 트리키피티누스 플라부스 / 루키우스 푸리우스 메둘리누스 / 세르비우스 술피키우스 카메리누스 / 아그리파 푸리우스 푸수스 / 루키우스 아이밀리우스 마메르키누스 / 가이우스 아이밀리우스 마메르키누스(기원전 391년)
120. 퀸투스 파비우스 암부스투스 / 퀸투스 술피키우스 론구스 / 카이소 파비우스 암부스투스 / 퀸투스 세르빌리우스 피데나스 / 누메리우스 파비우스 암부스투스 / 푸블리우스 코르넬리우스 말루기넨시스(기원전 390년)
121. 루키우스 발레리우스 포플리콜라 / 아우루스 만리우스 카피토리누스 / 루키우스 베르기니우스 트리코스투스 이스퀼리누스 / 루키우스 아이밀리우스 마메르키누스 / 푸블리우스 코르넬리우스 / 루키우스 포스투미우스 알비누스 레길렌시스(기원전 389년)
122. 티투스 퀸크티우스 킨키나투스 카피토리누스 / 퀸투스 세르빌리우스 피데나스 / 루키우스 율리우스 룰루스 / 루키우스 아퀼리우스 코르부스 / 루키우스 루크레티우스 트리키피티누스 플라부스 / 세르비우스 술피키우스 루푸스(기원전 388년)
123. 루키우스 파피리우스 쿠르소르 / 그나이우스 세르기우스 피데나스 콕소 / 루키우스 아이밀리우스 / 리키니우스 메네니우스 라나투스 / 루키우스 발레리우스 포플리콜라(기원전 387년)
124. 마르쿠스 푸리우스 카밀루스 / 세르비우스 코르넬리우스 말루기넨시스 / 퀸투스 세르빌리우스 피데나스 / 루키우스 퀸크티우스 킨키나투스 / 루키우스 호라티우스 풀빌루스 / 푸블리우스 발레리우스 포티투스 포플리콜라(기원전 386년)
125. 아우루스 만리우스 카피토리누스 / 푸블리우스 코르넬리우스 / 티투스 퀸크티우스 킨키나투스 카피토리누스 / 루키우스 파피리우스 쿠르소르 / 루키우스 퀸크티우스 카피토리누스 / 그나이우스 세르기우스 피데나스 콕소(기원전 385년)
126. 세르비우스 코르넬리우스 말루기넨시스 / 푸블리우스 발레리우스 포티투스 포플리콜라 / 마르쿠스 푸리우스 카밀루스 / 세르비우스 술피키우스 루푸스 / 가이우스 파피리우스 크라수스 / 티투스 퀸크티우스 킨키나투스 카피토리누스(기원전 384년)
127. 루키우스 발레리우스 포플리콜라 / 아우루스 만리우스 카피토리누스 / 세르비우스 술피키우스 루푸스 / 루키우스 루크레티우스 트리키피티누스 플라부스 / 루키우스 아이밀리우스 마메르키누스 / 마르쿠스 트레보니우스(기원전 383년)
128. 스푸리우스 파피리우스 크라수스 / 루키우스 파피리우스 무길라누스 / 세르비우스 코르넬리우스 말루기넨시스 / 퀸투스 세르빌리우스 피데나스 / 가이우스 술피키우스 카메리누스 / 루키우스 아이밀리우스 마메르키누스(기원전 382년)
129. 마르쿠스 푸리우스 카밀루스 / 아우루스 포스투미우스 알비누스 레길렌시스 / 루키우스 포스투미우스 알비누스 레길렌시스 / 루키우스 루크레티우스 트리키피티누스 플라부스 / 마르쿠스 파비우스 암부스투스(기원전 381년)
130. 루키우스 발레리우스 포티투스 포플리콜라 / 푸블리우스 발레리우스 포티투스 포플리콜라 / 세르비우스 코르넬리우스 말루기넨시스 / 리키니우스 메네니우스 라나투스 / 가이우스 술피키우스 페티쿠스 / 루키우스 아이밀리우스 마메르키누스 / 그나이우스 세르기우스 피데나스 콕소 / 티베리우스 파피리우스 크라수스 / 루키우스 파피리우스 무길라누스(기원전 380년)
131. 푸블리우스 만리우스 카피토리누스 / 그나이우스 만리우스 불소 / 루키우스 율리우스 룰루스 / 가이우스 섹스틸리우스 / 마르쿠스 알비누스 / 루키우스 안티스티우스 / 푸블리우스 트레보니우스 / 가이우스 에레누키우스(기원전 379년)
132. 스푸리우스 푸리우스 메둘리누스 / 퀸투스 세르빌리우스 피데나스 / 리키니우스 메네니우스 라나투스 / 푸블리우스 클로에리우스 시쿨루스 / 마르쿠스 호라티우스 / 루키우스 게가니우스 마케리누스(기원전 378년)
133. 루키우스 아이밀리우스 마메르키누스 / 푸블리우스 발레리우스 포티투스 포플리콜라 / 가이우스 베투리우스 크라수스 키쿠리누스 / 세르비우스 술피키우스 프라이텍스타투스 / 루키우스 퀸크티우스 킨키나투스 / 가이우스 퀸크티우스 킨키나투스(기원전 377년)
134. 루키우스 파피리우스 무길라누스 / 리키니우스 메네니우스 라나투스 / 세르비우스 코르넬리우스 말루기넨시스 / 세르비우스 술피키우스 프라이텍스타투스(기원전 376년)
135. 가이우스 리키니우스 스톨로 / 루키우스 섹스티우스(기원전 375년~기원전 371년)
136. 아우루스 만리우스 카피토리누스 / 루키우스 푸리우스 메둘리누스 / 세르비우스 술피키우스 프라이텍스타투스 / 세르비우스 코르넬리우스 말루기넨시스 / 푸블리우스 발레리우스 포티투스 포플리콜라 / 가이우스 발레리우스 포티투스(기원전 370년)
137. 퀸투스 세르빌리우스 피데나스 / 가이우스 베투리우스 크라수스 키쿠리누스 / 아우루스 코르넬리우스 코수스 / 마르쿠스 코르넬리우스 말루기넨시스 / 퀸투스 퀸크티우스 킨키나투스 / 마르쿠스 파비우스 암부스투스(기원전 369년)
138. 세르비우스 코르넬리우스 말루기넨시스 / 세르비우스 술피키우스 프라이텍스타투스 / 스푸리우스 세르빌리우스 스트룩투스 / 티투스 퀸크티우스 킨키나투스 카피토리누스 / 루키우스 파피리우스 크라수스 / 루키우스 베투리우스 크라수스 키쿠리누스(기원전 368년)
139. 아우루스 코르넬리우스 코수스 / 마르쿠스 코르넬리우스 말루기넨시스 / 마르쿠스 게가니우스 마케리누스 / 푸블리우스 만리우스 카피토리누스 / 루키우스 베투리우스 크라수스 키쿠리누스 / 푸블리우스 발레리우스 포티투스 포플리콜라(기원전 367년)
140. 루키우스 아이밀리우스 마메르키누스 / 루키우스 섹스티우스 라테라누스(기원전 366년)
141. 루키우스 게가니우스 아벤티넨시스 / 퀸투스 세르빌리우스 아하라(기원전 365년)
142. 가이우스 술피키우스 페티쿠스 / 가이우스 리키니우스 칼부스(기원전 364년)
143. 루키우스 아이밀리우스 마메르키누스 / 그나이우스 게누키우스 아벤티넨시스(기원전 363년)
144. 퀸투스 세르빌리우스 아하라 / 루키우스 게누키우스 아벤티넨시스(기원전 362년)
145. 가이우스 술피키우스 페티쿠스 / 가이우스 리키니우스 스톨로(기원전 361년)
146. 마르쿠스 파비우스 암부스투스 / 가이우스 포에텔리우스 리보 비솔루스(기원전 360년)
147. 마르쿠스 포필리우스 라이나스 / 그나이우스 만리우스 카피토리누스 임페리오수스(기원전 359년)
148. 가이우스 파비우스 암부스투스 / 가이우스 플라우티우스 프로쿨루스(기원전 358년)
149. 가이우스 만리우스 루틸루스 / 그나이우스 만리우스 카피토리누스 임페리오수스(기원전 357년)
150. 마르쿠스 파비우스 암부스투스 / 마르쿠스 포필리우스 라이나스(기원전 356년)
151. 가이우스 술피키우스 페티쿠스 / 마르쿠스 발레리우스 라이나스(기원전 355년)
152. 마르쿠스 파비우스 암부스투스 / 티투스 퀸크티우스 포에누스 카피토리누스 크리스피누스(기원전 354년)
153. 가이우스 술피키우스 페티쿠스 / 마르쿠스 발레리우스 포플리콜라(기원전 353년)
154. 푸블리우스 발레리우스 포플리콜라 / 가이우스 마르키우스 루틸루스(기원전 352년)
155. 가이우스 술피키우스 페티쿠스 / 티투스 퀸크티우스 페누스 카피토리누스 크리스피누스(기원전 351년)
156. 마르쿠스 포필리우스 라이나스 / 루키우스 코르넬리우스 스키피오(기원전 350년)
157. 루키우스 푸리우스 카밀루스 / 아피우스 클라우디우스 크라수스 인레길렌시스(기원전 349년)
158. 마르쿠스 발레리우스 코르부스 / 마르쿠스 포필리우스 라이나스(기원전 348년)
159. 티투스 만리우스 임페리오수스 토르콰투스 / 가이우스 플라우티우스 베노(기원전 347년)
160. 마르쿠스 발레리우스 코르부스 / 가이우스 포에텔리우스 리보 비솔루스(기원전 346년)
161. 마르쿠스 파비우스 도르수오 / 세르비우스 술피키우스 카메리누스 루푸스(기원전 345년)
162. 가이우스 마르키우스 루틸루스 / 티투스 만리우스 임페리오수스 토르콰투스(기원전 344년)
163. 아우루스 코르넬리우스 코수스 아르비나 / 마르쿠스 발레리우스 코르부스(기원전 343년)
164. 가이우스 마르키우스 루틸루스 / 퀸투스 세르빌리우스 아하라(기원전 342년)
165. 가이우스 플라우티우스 베노 / 루키우스 아이밀리우스 마메르키누스 프리베르나스(기원전 341년)
166. 티투스 만리우스 임페리오수스 토르콰투스 / 푸블리우스 데키우스 무스(기원전 340년)
167. 티베리우스 아이밀리우스 마메르키누스 / 퀸투스 푸빌리우스 필로(기원전 339년)
168. 루키우스 푸리우스 카밀루스 / 가이우스 마이누스(기원전 338년)
169. 가이우스 술피키우스 론구스 / 푸블리우스 아이리우스 파이투스(기원전 337년)
170. 루키우스 파피리우스 크라수스 / 카이소 둘리우스(기원전 336년)
171. 마르쿠스 발레리우스 코르부스 / 마르쿠스 아틸리우스 레굴루스 칼레누스(기원전 335년)
172. 스푸리우스 포스투미우스 알비누스 카우디누스 / 티투스 베투리우스 칼비누스(기원전 334년)
173. 아우루스 코르넬리우스 코수스 아르비나 / 그나이우스 도미티우스 칼비누스(기원전 332년)
174. 마르쿠스 클라우디우스 마르켈루스 / 가이우스 발레리우스 포티투스(기원전 331년)
175. 루키우스 파피리우스 크라수스 / 루키우스 플라우티우스 베노(기원전 330년)
176. 루키우스 아이밀리우스 마메르키누스 프리베르나스 / 가이우스 플라우티우스 베노(기원전 329년)
177. 플라우티우스 / 푸블리우스 코르넬리우스(기원전 328년)
178. 루키우스 코르넬리우스 렌툴루스 / 퀸투스 푸빌리우스 필로(기원전 327년)
179. 가이우스 포에텔리우스 리보 비솔루스 / 루키우스 파피리우스 쿠르소르(기원전 326년)
180. 루키우스 푸리우스 카밀루스 / 데키무스 율리우스 브루투스 스카이바(기원전 325년)
181. 가이우스 술피키우스 론구스 / 퀸투스 아우리우스 케레타누스(기원전 323년)
182. 퀸투스 파비우스 막시무스 룰리아누스 / 루키우스 풀비우스 쿠르부스(기원전 322년)
183. 티투스 베투리우스 칼비누스 / 스푸리우스 포스투미우스 알비누스 카우디누스(기원전 321년)
184. 퀸투스 푸빌리우스 필로 / 루키우스 파피리우스 쿠르소르(기원전 320년)
185. 루키우스 파피리우스 쿠르소르 / 퀸투스 아우리우스 케레타누스(기원전 319년)
186. 마르쿠스 폴리우스 플라키나토르 / 루키우스 플라우티우스 베노(기원전 318년)
187. 가이우스 율리우스 부불쿠스 브루투스 / 퀸투스 아이밀리우스 바르불라(기원전 317년)
188. 스푸라우스 나우티우스 루틸루스 / 마르쿠스 포필리우스 라이나스(기원전 316년)
189. 루키우스 파피리우스 쿠르소르 / 퀸투스 푸빌리우스 필로(기원전 315년)
190. 마르쿠스 포에텔리우스 리보 / 가이우스 술피키우스 론구스(기원전 314년)
191. 루키우스 파피리우스 쿠르소르 / 가이우스 율리우스 부불쿠스 브루투스(기원전 313년)
192. 마르쿠스 발레리우스 막시무스 코르부스 / 푸블리우스 데키우스 무스(기원전 312년)
193. 가이우스 율리우스 부불쿠스 브루투스 / 퀸투스 아이밀리우스 바르불라(기원전 311년)
194. 퀸투스 파비우스 막시무스 룰리아누스 / 가이우스 마르키우스 루틸루스 켄소리누스(기원전 310년)
195. 퀸투스 파비우스 막시무스 룰리아누스 / 푸블리우스 데키우스 무스(기원전 308년)
196. 아피우스 클라우디우스 카이쿠스 / 루키우스 보룸니우스 플라마 바이올렌스(기원전 307년)
197. 푸블리우스 코르넬리우스 아르비나 / 퀸투스 마르키우스 트레물루스(기원전 306년)
198. 루키우스 포스투미우스 메겔루스 / 티베리우스 미누키우스 아우구리누스(기원전 305년)
199. 푸블리우스 셈프로니우스 소푸스 / 푸블리우스 술피키우스 사베리오(기원전 304년)
200. 루키우스 게누키우스 아벤티넨시스 / 세르비우스 코르넬리우스 렌툴루스(기원전 303년)
201. 마르쿠스 리비우스 덴테르 / 마르쿠스 아이밀리우스 파울루스(기원전 302년)
202. 마르쿠스 발레리우스 막시무스 코르부스 / 퀸투스 아풀레이우스 판사(기원전 300년)
203. 마르쿠스 풀비우스 파이티누스 / 티투스 만리우스 토르콰투스(기원전 299년)
204. 루키우스 코르넬리우스 스키피오 바르바투스 / 그나이우스 풀비우스 막시무스 켄투말루스(기원전 298년)
205. 퀸투스 파비우스 막시무스 룰리아누스 / 푸블리우스 데키우스 무스(기원전 297년)
206. 아피우스 클라우디우스 카이쿠스 / 루키우스 보룸니우스 플라마 바이올렌스(기원전 296년)
207. 퀸투스 파비우스 막시무스 룰리아누스 / 푸블리우스 데키우스 무스(기원전 295년)
208. 루키우스 포스투미우스 메겔루스 / 마르쿠스 아틸리우스 레굴루스(기원전 294년)
209. 루키우스 파피리우스 쿠르소르 / 스푸리우스 카르빌리우스 막시무스(기원전 293년)
210. 퀸투스 파비우스 막시무스 구르게스 / 데키무스 율리우스 브루투스 스카이바(기원전 292년)
211. 루키우스 포스투미우스 메겔루스 / 가이우스 율리우스 부불쿠스 브루투스(기원전 291년)
212. 푸블리우스 코르넬리우스 루피누스 / 마니우스 쿠리우스 덴타투스(기원전 290년)
213. 마르쿠스 발레리우스 막시무스 코르부스 / 퀸투스 카이디키우스 노크투아(기원전 289년)
214. 퀸투스 마르키우스 트레물루스 / 푸블리우스 코르넬리우스 아르비나(기원전 288년)
215. 마르쿠스 클라우디우스 마르켈루스 / 가이우스 나우티우스 루틸루스(기원전 287년)
216. 마르쿠스 발레리우스 막시무스 포티투스 / 가이우스 아이리우스 파이투스(기원전 286년)
217. 가이우스 클라우디우스 카니나 / 마르쿠스 아이밀리우스 레피두스(기원전 285년)
218. 가이우스 세르빌리우스 투카 / 루키우스 카이킬리우스 메텔루스 덴테르(기원전 284년)
219. 푸블리우스 코르넬리우스 돌라벨라 / 그나이우스 도미티우스 칼비누스 막시무스(기원전 283년)
220. 가이우스 파브리키우스 루스키누스 / 퀸투스 아이밀리우스 파푸스(기원전 282년)
221. 루키우스 아이밀리우스 바르불라 / 퀸투스 마르키우스 필리푸스(기원전 281년)
222. 푸블리우스 발레리우스 라이비누스 / 티베리우스 코룬카니우스(기원전 280년)
223. 푸블리우스 술피키우스 사베리오 / 푸블리우스 데키우스 무스(기원전 279년)
224. 가이우스 파브리키우스 루스키누스 / 퀸투스 아이밀리우스 파푸스(기원전 278년)
225. 푸블리우스 코르넬리우스 루피누스 / 가이우스 율리우스 부불쿠스 브루투스(기원전 277년)
226. 퀸투스 파비우스 막시무스 구르게스 / 가이우스 게누키우스 클레프시나(기원전 276년)
227. 마니우스 쿠리우스 덴타투스 / 루키우스 코르넬리우스 렌툴루스 카우디누스(기원전 275년)
228. 세르비우스 코르넬리우스 메렌다 / 마니우스 쿠리우스 덴타투스(기원전 274년)
229. 가이우스 파비우스 리키니우스 / 가이우스 클라우디우스 카니나(기원전 273년)
230. 루키우스 파피리우스 쿠르소르 / 스푸리우스 카르빌리우스 막시무스(기원전 272년)
231. 카이소 퀸크티우스 클라우두스 / 루키우스 게누키우스 클레프시나(기원전 271년)
232. 가이우스 게누키우스 클레프시나 / 그나이우스 코르넬리우스 블라시오(기원전 270년)
233. 퀸투스 오굴니우스 갈루스 / 가이우스 파비우스 피크토르(기원전 269년)
234. 푸블리우스 셈프로니우스 소포우스 / 아피우스 클라우디우스 루수스(기원전 268년)
235. 마르쿠스 아틸리우스 레굴루스 / 루키우스 율리우스 리보(기원전 267년)
236. 데키무스 율리우스 페라 / 누메리우스 파비우스 피크토르(기원전 266년)
237. 퀸투스 파비우스 막시무스 구르게스 / 루키우스 마밀리우스 비툴루스(기원전 265년)
238. 아피우스 클라우디우스 카우덱스 / 마르쿠스 풀비우스 플라쿠스(기원전 264년)
239. 마니우스 발레리우스 막시무스 메살라 / 마니우스 오타킬리우스 크라수스(기원전 263년)
240. 루키우스 포스투미우스 메겔루스 / 퀸투스 마밀리우스 비툴루스(기원전 262년)
241. 루키우스 발레리우스 플라쿠스 / 티투스 오타킬리우스 크라수스(기원전 261년)
242. 그나이우스 코르넬리우스 스키피오 아시나 / 가이우스 둘리우스(기원전 260년)
243. 루키우스 코르넬리우스 스키피오 / 가이우스 아퀼리우스 플로루스(기원전 259년)
244. 아우루스 아틸리우스 칼라티누스 / 가이우스 술피키우스 파테르쿨루스(기원전 258년)
245. 그나이우스 코르넬리우스 블라시오 / 가이우스 아틸리우스 레굴루스(기원전 257년)
246. 루키우스 만리우스 불소 론구스 / 퀸투스 카이디키우스(기원전 256년)
247. 세르비우스 풀비우스 파이티누스 노빌오르 / 마르쿠스 아이밀리우스 파울루스(기원전 255년)
248. 그나이우스 코르넬리우스 스키피오 아시나 / 아우루스 아틸리우스 칼라티누스(기원전 254년)
249. 그나이우스 세르빌리우스 카이피오 / 가이우스 셈프로니우스 블라이수스(기원전 253년)
250. 가이우스 아우렐리우스 코타 / 푸블리우스 세르빌리우스 게미누스(기원전 252년)
251. 루키우스 카이킬리우스 메텔루스 / 가이우스 푸리우스 파킬리우스(기원전 251년)
252. 가이우스 아틸리우스 레굴루스 / 루키우스 만리우스 불소 론구스(기원전 250년)
253. 푸블리우스 클라우디우스 풀케르 / 루키우스 율리우스 풀루스(기원전 249년)
254. 가이우스 아우렐리우스 코타 / 푸블리우스 세르빌리우스 게미누스(기원전 248년)
255. 루키우스 카이킬리우스 메텔루스 / 누메리우스 파비우스 부테오(기원전 247년)
256. 마니우스 오타킬리우스 크라수스 / 마르쿠스 파비우스 리키누스(기원전 246년)
257. 마르쿠스 파비우스 부테오 / 가이우스 아틸리우스 불부스(기원전 245년)
258. 아우루스 만리우스 토르콰투스 아티쿠스 / 가이우스 셈프로니우스 블라이수스(기원전 244넌)
259. 가이우스 푼다니우스 푼둘루스 / 가이우스 술피키우스 갈루스(기원전 243년)
260. 가이우스 루타티우스 카툴루스 / 아우루스 포스투미우스 알비누스(기원전 242년)
261. 아우루스 만리우스 토르콰투스 아티쿠스 / 퀸투스 루타티우스 케르코(기원전 241년)
262. 가이우스 클라우디우스 켄토 / 마르쿠스 셈프로니우스 투디타누스(기원전 240년)
263. 가이우스 마밀리우스 투리누스 / 퀸투스 발레리우스 팔토(기원전 239년)
264. 티베리우스 셈프로니우스 그라쿠스 / 푸블리우스 발레리우스 팔토(기원전 238년)
265. 루키우스 코르넬리우스 렌툴루스 카우디누스 / 퀸투스 풀비우스 플라쿠스(기원전 237년)
266. 푸블리우스 코르넬리우스 렌툴루스 카우디누스 / 가이우스 리키니우스 바루스(기원전 236년)
267. 티투스 만리우스 토르콰투스 / 가이우스 아틸리우스 불부스(기원전 235년)
268. 루키우스 포스투미우스 알비누스 / 스푸리우스 카르빌리우스 막시무스 루가(기원전 234년)
269. 퀸투스 파비우스 막시무스 베루코수스 / 마니우스 폼포니우스 마토(기원전 233년)
270. 마르쿠스 아이밀리우스 레피두스 / 마르쿠스 푸빌키우스 말레오루스(기원전 232년)
271. 마르쿠스 폼포니우스 마토 / 가이우스 파피리우스 마소(기원전 231년)
272. 마르쿠스 아이밀리우스 바르불라 / 마르쿠스 율리우스 페라(기원전 230년)
273. 루키우스 포스투미우스 알비누스 / 그나이우스 풀비우스 켄투말루스(기원전 229년)
274. 퀸투스 파비우스 막시무스 베루코수스 / 스푸리우스 카르빌리우스 막시무스 루가(기원전 228년)
275. 푸블리우스 발레리우스 플라쿠스 / 마르쿠스 아틸리우스 레굴루스(기원전 227년)
276. 마르쿠스 발레리우스 막시무스 메살라 / 루키우스 아푸스티우스 풀로(기원전 226년)
277. 루키우스 아이밀리우스 파푸스 / 가이우스 아틸리우스 레굴루스(기원전 225년)
278. 티투스 만리우스 토르콰투스 / 퀸투스 풀비우스 플라쿠스(기원전 224년)
279. 가이우스 플라미니우스 / 푸블리우스 푸리우스 필루스(기원전 223년)
280. 마르쿠스 클라우디우스 마르켈루스 / 그나이우스 코르넬리우스 스키피오 칼부스(기원전 222년)
281. 푸블리우스 코르넬리우스 스키피오 아시나 / 마르쿠스 미누키우스 루푸스(기원전 221년)
282. 마르쿠스 발레리우스 라이비누스 / 퀸투스 무키우스 스카이볼라 / 퀸투스 루타티우스 카툴루스 / 루키우스 베투리우스 필로(기원전 220년)
283. 루키우스 아이밀리우스 파울루스 / 마르쿠스 리비우스 살리나토르(기원전 219년)
284. 푸블리우스 코르넬리우스 스키피오 / 티베리우스 셈프로니우스 론구스(기원전 218년)
285. 그나이우스 세르빌리우스 게미누스 / 가이우스 플라미니우스(기원전 217년)
286. 루키우스 아이밀리우스 파울루스 / 가이우스 테렌티우스 바로(기원전 216년)
287. 티베리우스 셈프로니우스 그라쿠스 / 루키우스 포스투미우스 알비누스(기원전 215년)
288. 퀸투스 파비우스 막시무스 베루코수스 / 마르쿠스 클라우디우스 마르켈루스(기원전 214년)
289. 퀸투스 파비우스 막시무스 / 티베리우스 셈프로니우스 그라쿠스(기원전 213년)
290. 퀸투스 풀비우스 플라쿠스 / 아피우스 클라우디우스 풀케르(기원전 212년)
291. 그나이우스 풀비우스 켄투말루스 막시무스 / 푸블리우스 술피키우스 갈바 막시무스(기원전 211년)
292. 마르쿠스 클라우디우스 마르켈리우스 / 마르쿠스 발레리우스 라이비누스(기원전 210년)
293. 퀸투스 파비우스 막시무스 베루코수스 / 퀸투스 풀비우스 플라쿠스(기원전 209년)
294. 마르쿠스 클라우디우스 마르켈리우스 / 티투스 퀸크티우스 크리스피누스(기원전 208년)
295. 가이우스 클라우디우스 네로 / 마르쿠스 리비우스 살리나토르(기원전 207년)
296. 루키우스 베투리우스 필로 / 퀸투스 카이킬리우스 메텔루스(기원전 206년)
297. 푸블리우스 코르넬리우스 스키피오 아프리카누스 / 푸블리우스 리키니우스 크라수스 다이베스(기원전 205년)
298. 마르쿠스 코르넬리우스 케테구스 / 푸블리우스 셈프로니우스 투디타누스(기원전 204년)
299. 그나이우스 세르빌리우스 카이피오 / 가이우스 세르빌리우스 게미누스(기원전 203년)
300. 티베리우스 클라우디우스 네로 / 마르쿠스 세르빌리우스 풀렉스 게미누스(기원전 202년)
301. 그나이우스 코르넬리우스 렌툴루스 / 푸블리우스 아이리우스 파이투스(기원전 201년)
302. 푸블리우스 술피키우스 갈바 막시무스 / 가이우스 아우렐리우스 코타(기원전 200년)
303. 루키우스 코르넬리우스 렌툴루스 / 푸블리우스 빌리우스 타풀루스(기원전 199년)
304. 티투스 퀸크티우스 플라미니누스 / 섹스투스 아이리우스 파이투스 카투스(기원전 198년)
305. 가이우스 코르넬리우스 케테구스 / 퀸투스 미누키우스 루푸스(기원전 197년)
306. 루키우스 푸리우스 푸르푸레오 / 마르쿠스 클라우디우스 마르켈루스(기원전 196년)
307. 루키우스 발레리우스 플라쿠스 / 마르쿠스 포르키우스 카토(기원전 195년)
308. 푸블리우스 코르넬리우스 스키피오 아프리카누스 / 티베리우스 셈프로니우스 론구스(기원전 194년)
309. 루키우스 코르넬리우스 메룰라 / 퀸투스 미누키우스 테르무스(기원전 193년)
310. 루키우스 퀸크티우스 플라미니누스 / 그나이우스 도미티우스 아헤노바르부스(기원전 192년)
311. 푸블리우스 코르넬리우스 스키피오 나시카 / 마니우스 아킬리우스 글라브리오(기원전 191년)
312. 루키우스 코르넬리우스 스키피오 아시아티쿠스 / 가이우스 라이리우스(기원전 190년)
313. 마르쿠스 풀비우스 노빌오르 / 그나이우스 만리우스 불소(기원전 189년)
314. 가이우스 리비우스 살리나토르 / 마르쿠스 발레리우스 메살라(기원전 188년)
315. 마르쿠스 아이밀리우스 레피두스 / 가이우스 플라미니우스(기원전 187년)
316. 스푸리우스 포스투미우스 알비누스 / 퀸투스 마르키우스 필리푸스(기원전 186년)
317. 아피우스 클라우디우스 풀케르 / 마르쿠스 셈프로니우스 투디타누스(기원전 185년)
318. 푸블리우스 클라우디우스 풀케르 / 루키우스 포르키우스 리키누스(기원전 184년)
319. 마르쿠스 클라우디우스 마르켈루스 / 퀸투스 파비우스 라베오(기원전 183년)
320. 루키우스 아이밀리우스 파울루스 마케도니쿠스 / 그나이우스 바이비우스 탐필리우스(기원전 182년)
321. 푸블리우스 코르넬리우스 케테구스 / 마르쿠스 바이비우스 탐필루스(기원전 181년)
322. 아우루스 포스투미우스 알비누스 루스쿠스 / 가이우스 칼푸리누스 피소(기원전 180년)
323. 퀸투스 풀비우스 플라쿠스 / 루키우스 만리우스 아키디누스 풀비아누스(기원전 179년)
324. 마르쿠스 율리우스 브루투스 / 아우루스 만리우스 불소(기원전 178년)
325. 가이우스 클라우디우스 풀케르 / 티베리우스 셈프로니우스 그라쿠스(기원전 177년)
326. 그나이우스 코르넬리우스 스키피오 히스팔루스 / 퀸투스 페틸리우스 스푸리누스(기원전 176년)
327. 마르쿠스 아밀리우스 레피두스 / 푸블리우스 무키우스 스카이볼라(기원전 175년)
328. 스푸리우스 포스투미우스 알비누스 파울룰루스 / 퀸투스 무키우스 스카이볼라(기원전 174년)
329. 루키우스 포스투미우스 알비누스 / 마르쿠스 포필리우스 라이나스(기원전 173년)
330. 가이우스 포필리우스 라이나스 / 푸블리우스 아이리우스 리구스(기원전 172년)
331. 푸블리우스 리키니우스 크라수스 / 가이우스 카시우스 론기누스(기원전 171년)
332. 아우루스 호스틸리우스 마누키누스 / 아우루스 아틸리우스 세라누스(기원전 170년)
333. 퀸투스 마르키우스 필리푸스 / 그나이우스 세르빌리우스 카이피오(기원전 169년)
334. 루키우스 아이밀리우스 파울루스 마케도니쿠스 / 가이우스 리키니우스 크라수스(기원전 168년)
335. 퀸투스 아이리우스 파이투스 / 마르쿠스 율리우스 페누스(기원전 167년)
336. 마르쿠스 클라우디우스 마르켈루스 / 가이우스 술피키우스 갈루스(기원전 166년)
337. 그나이우스 옥타비우스 / 티투스 만리우스 토르콰투스(기원전 165년)
338. 아우루스 만리우스 토르콰투스 / 퀸투스 카시우스 론기누스(기원전 164년)
339. 티베리우스 셈프로니우스 그라쿠스 / 마니우스 유벤티우스 타알나(기원전 163년)
340. 푸블리우스 코르넬리우스 스키피오 나시카 코르쿨룸 / 가이우스 마르키우스 피굴루스(기원전 162년)
341. 마르쿠스 발레리우스 메살라 / 가이우스 파니우스 스트라보(기원전 161년)
342. 루키우스 안니키우스 갈루스 / 마르쿠스 코르넬리우스 케테구스(기원전 160년)
343. 그나이우스 코르넬리우스 돌라벨라 / 마르쿠스 풀비우스 노빌오르(기원전 159년)
344. 마르쿠스 아이밀리우스 레피두스 / 가이우스 포필리우스 라이나스(기원전 158년)
345. 섹스투스 율리우스 카이사르 / 루키우스 아우렐리우스 오레스투스(기원전 157년)
346. 루키우스 코르넬리우스 렌툴루스 루푸스 / 가이우스 마르키우스 피굴루스(기원전 156년)
347. 푸블리우스 코르넬리우스 스키피오 나시카 코르쿨룸 / 마르쿠스 클라우디우스 마르켈루스(기원전 155년)
348. 퀸투스 오피미우스 / 루키우스 포스투미우스 알비누스(기원전 154년)
349. 퀸투스 풀비우스 노빌오르 / 티투스 안니우스 루스쿠스(기원전 153년)
350. 마르쿠스 클라우디우스 마르켈루스 / 루키우스 발레리우스 플라쿠스(기원전 152년)
351. 루키우스 리키니우스 루쿨루스 / 아우루스 포스투미우스 알비누스(기원전 151년)
352. 티투스 퀸크티우스 플라미니누스 / 마니우스 아킬리우스 발부스(기원전 150년)
353. 루키우스 마르키우스 켄소리누스 / 마니우스 만리우스(기원전 149년)
354. 스푸리우스 포스투미우스 알비누스 마그누스 / 루키우스 칼푸리누스 피소 카이소니우스(기원전 148년)
355. 푸블리우스 코르넬리우스 스키피오 아프리키누스 아이밀리아누스 / 가이우스 리비우스 드루수스(기원전 147년)
356. 그나이우스 코르넬리우스 렌툴루스 / 루키우스 무미우스 아카이쿠스(기원전 146년)
357. 퀸투스 파비우스 막시무스 아이밀리아누스 / 루키우스 호스틸리우스 만키누스(기원전 145년)
358. 세르비우스 술피키우스 갈바 / 루키우스 아우렐리우스 코타(기원전 144년)
359. 아피우스 클라우디우스 풀케르 / 퀸투스 카이킬리우스 메텔루스 마케도니쿠스(기원전 143년)
360. 루키우스 카이킬리우스 메텔루스 칼부스 / 퀸투스 파비우스 막시무스 세르빌리아누스(기원전 142년)
361. 그나이우스 세르빌리우스 카이피오 / 퀸투스 폼페이우스(기원전 141년)
362. 퀸투스 세르빌리우스 카이피오 / 가이우스 라이리우스(기원전 140년)
363. 그나이우스 칼푸르니우스 피소 / 마르쿠스 포필리우스 라이나스(기원전 139년)
364. 푸블리우스 코르넬리우스 스키피오 나시카 세라피오 / 데키무스 율리우스 브루투스 칼라이쿠스(기원전 138년)
365. 마르쿠스 아이밀리우스 레피두스 포르키나 / 가이우스 호스틸리우스 마누키우스(기원전 137년)
366. 루키우스 푸리우스 필리우스 / 섹스투스 아틸리우스 세라누스(기원전 136년)
367. 세르비우스 풀비우스 플라쿠스 / 퀸투스 칼푸르니우스 피소(기원전 135년)
368. 푸블리우스 코르넬리우스 스키피오 아프리카누스 아이밀리아누스 / 가이우스 풀비우스 플라쿠스(기원전 134년)
369. 푸블리우스 무키우스 스카이볼라 / 루키우스 칼푸르니우스 피소 프루기(기원전 133년)
370. 푸블리우스 포필리우스 라이나스 / 푸블리우스 루필리우스(기원전 132년)
371. 푸블리우스 리키니우스 크라수스 다이베스 무키아누스 / 루키우스 발레리우스 플라쿠스(기원전 131년)
372. 마르쿠스 페르페르나 / 루키우스 코르넬리우스 렌툴루스(기원전 130년)
373. 가이우스 셈프로니우스 투디타누스 / 마니우스 아퀼리우스(기원전 129년)
374. 그나이우스 옥타비우스 / 티투스 안니우스 루푸스(기원전 128년)
375. 루키우스 카리우스 론기누스 라빌라 / 루키우스 코르넬리우스 키나(기원전 127년)
376. 마르쿠스 아이밀리우스 레피두스 / 루키우스 아우렐리우스 오레스투스(기원전 126년)
377. 마르쿠스 플라우티우스 하이프사이누스 / 마르쿠스 풀비우스 플라쿠스(기원전 125년)
378. 가이우스 카시우스 론기누스 / 가이우스 섹스티우스 칼비누스(기원전 124년)
379. 퀸투스 카이킬리우스 메텔루스 발레아리쿠스 / 티투스 퀸크티우스 플라미니누스(기원전 123년)
380. 그나이우스 도미티우스 아헤노바르부스 / 가이우스 파니우스(기원전 122년)
381. 루키우스 오피무스 / 퀸투스 파비우스 막시무스 알로브로기쿠스(기원전 121년)
382. 푸브리우스 만리우스 / 가이우스 파피리우스 카르보(기원전 120년)
383. 루키우스 카이킬리우스 메텔루스 달마티쿠스 / 루키루스 아우렐리우스 코타(기원전 119년)
384. 마르쿠스 포르키우스 카토 / 퀸투스 마르키우스 렉스(기원전 118년)
385. 루키우스 카이킬리우스 메텔루스 디아데마투스 / 퀸투스 무키우스 스카이볼라 아우구르(기원전 117년)
386. 가이우스 리키니우스 게타 / 퀸투스 파비우스 막시무스 이부리누스(기원전 116년)
387. 마르쿠스 아이밀리우스 스카우루스 / 마르쿠스 카이킬리우스 메텔루스(기원전 115년)
388. 마니우스 아킬리우스 발부스 / 가이우스 포르키우스 카토(기원전 114년)
389. 가이우스 카이킬리우스 메텔루스 카프라리우스 / 그나이우스 파피리우스 카르보(기원전 113년)
390. 마르쿠스 리비우스 드루수스 / 루키우스 칼푸르니우스 피소 카이소니우스(기원전 112년)
391. 푸블리우스 코르넬리우스 스키피오 나시카 / 루키우스 칼푸르니우스 베스티아(기원전 111년)
392. 마르쿠스 미누키우스 루푸스 / 스푸리우스 포스투미우스 알비누스(기원전 110년)
393. 퀸투스 카이킬리우스 메텔루스 누미디키우스 / 마르쿠스 율리우스 실라누스(기원전 109년)
394. 세르비우스 술피키우스 갈바 / 마르쿠스 아우렐리우스 스카우루스(기원전 108년)
395. 루키우스 카시우스 론기누스 라빌라 / 가이우스 마리우스(기원전 107년)
396. 퀸투스 세르빌리우스 카이피오 / 가이우스 아틸리우스 세라누스(기원전 106년)
397. 푸블리우스 루틸루스 루푸스 / 그나이우스 만리우스 막시무스(기원전 105년)
398. 가이우스 마리우스 / 가이우스 플라비우스 핌브라(기원전 104년)
399. 가이우스 마리우스 / 루키우스 아우렐리우스 오레스투스(기원전 103년)
400. 가이우스 마리우스 / 퀸투스 루크레티우스 카툴루스(기원전 102년)
401. 가이우스 마리우스 / 마니우스 아퀼리누스(기원전 101년)
402. 가이우스 마리우스 / 루키우스 발레리우스 플라쿠스(기원전 100년)
403. 마르쿠스 안토니우스 / 아우루스 포스투미우스 알비누스(기원전 99년)
404. 퀸투스 카이킬리우스 메텔루스 네포스 / 티투스 디디우스(기원전 98년)
405. 그나이우스 코르넬리우스 렌툴루스 / 푸블리우스 리키니우스 크라수스(기원전 97년)
406. 그나이우스 도미티우스 아헤노바르부스 / 가이우스 카시우스 론기누스(기원전 96년)
407. 루키우스 리키니우스 크라수스 / 퀸투스 무키우스 스카이볼라(기원전 95년)
408. 가이우스 코에리우스 칼두스 / 루키우스 도미티우스 아헤노바르부스(기원전 94년)
409. 가이우스 발레리우스 플라쿠스 / 마르쿠스 헤레니우스(기원전 93년)
410. 가이우스 클라우디우스 풀케르 / 마르쿠스 페르페르나(기원전 92년)
411. 루키우스 마르키우스 필리푸스 / 섹스투스 율리우스 카이사르(기원전 91년)
412. 루키우스 율리우스 카이사르 / 푸블리우스 루틸루스 루푸스(기원전 90년)
413. 그나이우스 폼페이우스 스트라보 / 루키우스 포르키우스 카토(기원전 89년)
414. 루키우스 코르넬리우스 술라 펠릭스 / 퀸투스 폼페이우스 루푸스(기원전 88년)
415. 그나이우스 옥타비우스 / 루키우스 코르넬리우스 키나(기원전 87년)
416. 루키우스 코르넬리우스 키나 / 가이우스 마리우스(기원전 86년)
417. 루키우스 코르넬리우스 키나 / 그나이우스 파피리우스 카르보(기원전 85년)
418. 그나이우스 파피리우스 카르보 / 루키우스 코르넬리우스 키나(기원전 84년)
419. 루키우스 코르넬리우스 스키피오 아시아티쿠스 / 가이우스 노르바누스(기원전 83년)
420. 가이우스 마리우스 / 그나이우스 파피리우스 카르보(기원전 82년)
421. 마르쿠스 툴리우스 데쿨라 / 그나이우스 코르넬리우스 돌라벨라(기원전 81년)
422. 루키우스 코르넬리우스 술라 펠릭스 / 퀸투스 카이킬리우스 메텔루스 피우스(기원전 80년)
423. 푸블리우스 세르빌리우스 바티아 이사우리쿠스 / 아피우스 클라우디우스 풀케르(기원전 79년)
424. 마르쿠스 아이밀리우스 레피두스 / 퀸투스 루타티우스 카툴루스(기원전 78년)
425. 데키무스 율리우스 브루투스 / 마메르쿠스 아이밀리우스 레피두스 리비아누스(기원전 77년)
426. 그나이우스 옥타비우스 / 가이우스 스크리보니우스 쿠리오(기원전 76년)
427. 루키우스 옥타비우스 / 가이우스 아우렐리우스 코타(기원전 75년)
428. 루키우스 리키니우스 루쿨루스 / 마르쿠스 아우렐리우스 코타(기원전 74년)
429. 마르쿠스 테렌티우스 바로 루쿨루스 / 가이우스 카시우스 론기누스(기원전 73년)
430. 루키으스 갈리우스 푸브리콜라 / 그나이우스 코르넬리우스 렌툴루스 클로디아누스(기원전 72년)
431. 푸블리우스 코르넬리우스 렌툴루스 수라 / 그나이우스 아우피디우스 오레스투스(기원전 71년)
432. 그나이우스 폼페이우스 마그누스 / 마르쿠스 리키니우스 크라수스(기원전 70년)
433. 퀸투스 호르텐시우스 호르탈루스 / 퀸투스 카이킬리우스 메텔루스 크레티쿠스(기원전 69년)
434. 루키우스 카이킬리우스 메텔루스 / 퀸투스 마르키우스 렉스(기원전 68년)
435. 가이우스 칼푸르니우스 피소 / 마니우스 아킬리우스 글라브리오(기원전 67년)
436. 마니우스 아이밀리우스 레피두스 / 루키우스 볼카티우스 툴루스(기원전 66년)
437. 푸블리우스 코르넬리우스 술라 / 푸블리우스 안트로니우스 파이투스 / 루키우스 아우렐리우스 코타 / 루키우스 만리우스 토르콰투스(기원전 65년)
438. 루키우스 율리우스 카이사르 / 가이우스 마르키우스 피굴루스(기원전 64년)
439. 마르쿠스 툴리우스 키케로 / 가이우스 안토니우스 하이브리다(기원전 63년)
440. 데키무스 율리우스 실라누스 / 루키우스 리키니우스 무레나(기원전 62년)
441. 마르쿠스 푸피우스 피소 프루기 칼푸르니아누스 / 마르쿠스 발레리우스 메살라 니게르(기원전 61년)
442. 퀸투스 카이킬리우스 메텔루스 켈레르 / 루키우스 아프라니우스(기원전 60년)
443. 가이우스 율리우스 카이사르 / 마르쿠스 칼푸르니우스 비불루스(기원전 59년)
444. 루키우스 칼푸르니우스 피소 카이소니누스 / 아우루스 가비니우스(기원전 58년)
445. 푸블리우스 코르넬리우스 렌툴루스 / 퀸투스 카이킬리우스 메텔루스 네포스(기원전 57년)
446. 그나이우스 코르넬리우스 렌툴루스 마르켈리누스 / 루키우스 마르키우스 필리푸스(기원전 56년)
447. 그나이우스 폼페이우스 마그누스 / 마르쿠스 리키니우스 크라수스(기원전 55년)
448. 루키우스 도미티우스 아헤노바르부스 / 아피우스 클라우디우스 풀케르(기원전 54년)
449. 그나이우스 도미티우스 칼비누스 / 마르쿠스 발레리우스 메살라 루푸스(기원전 53년)
450. 그나이우스 폼페이우스 마그누스 / 퀸투스 카이킬리우스 메텔루스 피우스 스키피오(기원전 52년)
451. 세르비우스 술피키우스 루푸스 / 마르쿠스 클라우디우스 마르켈루스(기원전 51년)
452. 루키우스 아이밀리우스 레피두스 파울루스 / 가이우스 클라우디우스 마르켈루스(기원전 50년)
453. 가이우스 클라우디우스 마르켈루스 / 루키우스 코르넬리우스 렌툴루스 크루스(기원전 49년)
454. 가이우스 율리우스 카이사르 / 푸블리우스 세르빌리우스 이사우리쿠스(기원전 48년)
455. 퀸투스 푸피우스 칼레누스 / 푸블리우스 바티니우스(기원전 47년)
456. 가이우스 율리우스 카이사르 / 마르쿠스 아이밀리우스 레피두스(기원전 46년)
457. 가이우스 율리우스 카이사르(기원전 45년)
458. 가이우스 율리우스 카이사르 / 마르쿠스 안토니우스(기원전 44년)
459. 가이우스 비비우스 판사 카이트로니아누스 / 아우루스 히르티우스(기원전 43년)
460. 마르쿠스 아이밀리우스 레피두스 / 루키우스 무나티우스 플라쿠스(기원전 42년)
461. 루키우스 안토니우스 피이타스 / 푸블리우스 세르빌리우스 이사우리쿠스(기원전 41년)
462. 그나이우스 도미티우스 칼비누스 / 가이우스 아시니우스 폴로(기원전 40년)
463. 루키우스 마르키우스 켄소리누스 / 가이우스 칼비시우스 사비누스(기원전 39년)
464. 아피우스 클라우디우스 풀케르 / 가이우스 노르바누스 플라쿠스(기원전 38년)
465. 마르쿠스 비프사니우스 아그리파 / 루키우스 카니니우스 갈루스(기원전 37년)
466. 루키우스 겔리우스 푸브리콜라 / 마르쿠스 코케이우스 네르바(기원전 36년)
467. 루키우스 코르니피키우스 / 섹스투스 폼페이우스(기원전 35년)
468. 마르쿠스 안토니우스 / 루키우스 스크리보니우스 리보(기원전 34년)
469. 가이우스 율리우스 카이사르 옥타비아누스 / 루키우스 볼카키우스 툴루스(기원전 33년)
470. 그나이우스 도미티우스 아헤노바르부스 / 가이우스 소시우스(기원전 32년)
471. 마르쿠스 안토니우스 / 가이우스 율리우스 카이사르 옥타비아누스(기원전 31년)
472. 가이우스 율리우스 카이사르 옥타비아누스 / 마르쿠스 리키니우스 크라수스(기원전 30년)
473. 가이우스 율리우스 카이사르 옥타비아누스 / 섹스투스 아풀레이우스(기원전 29년)
474. 가이우스 율리우스 카이사르 옥타비아누스 / 마르쿠스 비프사니우스 아그리파(기원전 28년)
475. 가이우스 율리우스 카이사르 옥타비아누스 / 마르쿠스 비프사니우스 아그리파(기원전 27년)

## 로마 제국과동로마 제국의 집정관
로마 제국이 성립된 이후 집정관직은 동로마 제국까지 이어졌으나 유스티니아누스 1세 때 로마 및 콘스탄티노폴리스의 선출 집정관이 폐지되었고 황제의 당연직으로 흡수되었다가 레온 6세 때 명칭 자체가 폐지되었다.